# Too Short
Too Short albo Too $hort, właśc. Todd Anthony Shaw (ur. 28 kwietnia 1966 w Los Angeles) – amerykański raper. Swoją karierę rozpoczął w wieku 14 lat (1980 rok) w Oakland, w stanie Kalifornia. Łącznie sprzedał ponad 11 mln kopii swoich albumów, co daje średnią ponad 600 tys. sztuk na jeden album.

## Wytwórnie
Too Short do 2007 roku miał podpisany kontrakt z wytwórnią Jive Records, w której wydał 14 z 17 albumów.
Shaw jest również właścicielem i założycielem wytwórni Up All Nite Records, która współpracuje z innymi, głównie młodymi raperami, jak na przykład Dolla Will, Boo Ski, Li'l J & Boi Payton, FX i The Pack.

## Too Short w filmach
Too Short wcielił się w postać Lew-Loca w filmie Zagrożenie dla społeczeństwa. Zajmował się również filmami pornograficznymi. W roku 2003 ukazał się jego pierwszy film pt. Get in Where You Fit In. Jednym z najważniejszych występów rapera jest udział w filmie dokumentalnym American Pimp, gdzie wraz z m.in. Snoop Doggiem opowiada o realiach życia sutenera. Twórcy filmu postanowili go zaprosić do tej roli dając tym samym wyraz uznania całej karierze Shorta – pioniera wizerunku alfonsa w kulturze hip-hop.

## Wkład w kulturę hip-hop
Too Short jako pionier kalifornijskiego rapu przecierał ścieżki i ustalał nowe zasady, których obecność obserwujemy dziś w kulturze hip-hop na całym świecie. Short był jednym z pierwszych, którzy kreowali wizerunek rapera-alfonsa. Swoimi działaniami Shaw zainicjował proces, w wyniku którego postać sutenera jest dziś ze światem hip-hopu powszechnie kojarzona.
Utwory Shorta w ogromnej większości poruszają tematy takie jak seks i prostytucja. Dzięki temu Short ma również swój wkład we współczesną popkulturę. Na płycie Born to Mack po raz pierwszy w historii użył słowa „Biatch” (zniekształcona forma „Bitch”). Formę tę spopularyzował będący pod wpływem twórczości Todda – Snoop Dogg, dzięki któremu wyrażenie to weszło już do języka potocznego.
Wielu innych artystów czerpało bądź czerpie pomysły z wczesnej twórczości Shorta. Na liście znajdują się między innymi E-40, Rappin' 4-Tay, Mac Mall, Lupe Fiasco, Tha Dogg Pound, Lil Wayne, MC Eiht, Spice 1, Eminem, Young Buck, Turf Talk, 50 Cent, UGK, T.I., Dem Hoodstarz, The Pack, The Luniz, Richie Rich, Ludacris i wielu innych, którzy naśladują sutenerski wizerunek Shorta.
7 października 2008 roku podczas piątej dorocznej gali Hip-Hop Honors, Too Short wraz z zespołami Cypress Hill, De La Soul, Slick Rick i Naughty by Nature został wyróżniony przez stację muzyczną VH1 za szczególny wkład w muzykę hip-hop.

## Pozostała działalność
Too Short prowadzi własne agencje towarzyskie i kluby go-go.

## Dyskografia
- 1985: Don’t Stop Rappin’ (LP)
- 1985: Players (EP)
- 1987: Raw, Uncut, and X-Rated (EP)
- 1988: Born to Mack (LP)
- 1988: Life Is...Too $hort (LP)
- 1990: Short Dog’s in the House (LP)
- 1992: Shorty the Pimp (LP)
- 1993: Get in Where You Fit In (LP)
- 1993: Greatest Hits, Vol. 1: The Player Years, 1983–1988 (kompilacja)
- 1995: Cocktails (LP)
- 1996: Gettin’ It (Album Number Ten) (LP)
- 1999: Can’t Stay Away (LP)
- 2000: You Nasty (LP)
- 2001: Chase the Cat (LP)
- 2002: What’s My Favorite Word? (LP)
- 2003: Married to the Game (LP)
- 2006: Blow the Whistle (LP)
- 2006: Mack of the Century...Greatest Hits (kompilacja)
- 2007: Get off the Stage (LP)
- 2010: Still Blowin’ (LP)
- 2010: Respect the Pimpin’ (EP)
- 2012: No Trespassing[3]

## Występy gościnne
Too Short znany jest z gościnnych występów na albumach innych raperów. W ciągu całej jego kariery wydano ponad 100 albumów, na których usłyszeć można jego głos. Współpracował z takimi artystami jak Snoop Dogg, Eazy-E, Tupac, Jay-Z, Ice Cube, Lil Jon, 50 Cent, Kelis, Ludacris, Kurupt, The Notorious B.I.G., Xzibit, Three 6 Mafia, Pimp C, Lil’ Kim, Twista, T.I., Daz Dillinger, E-40, Ice-T czy Jermaine Dupri.
Lista utworów, których pojawił się Todd Anthony Shaw:
- 50 Cent – „A Little Bit of Everything” (feat. Tony Yayo, UGK, Lloyd Banks, Too Short)
- Ant Banks – „2 Kill a G” (feat. Too Short, Spice 1)
- Ant Banks – „4 Tha Hustlas” (feat. Too Short, Tupac Shakur, MC Breed)
- Ant Banks – „Big Thangs” (feat. Too Short, Ice Cube)
- Ant Banks – „Clownin' With The Crew” (feat. Too Short, The Dangerous Crew)
- Ant Banks – „Fuckin' Wit Banks” (feat. Too Short, Goldy)
- Ant Banks – „The Loot” (feat. Too Short)
- Ant Banks – „Only Out to Fuck” (feat. Too Short, Goldy, Pooh-Man)
- Ant Banks – „Pervin'” (feat. Too Short, E-40)
- Ant Banks – „Players Holiday” (feat. Too Short, Mac Mall, Rappin' 4-Tay)
- Al Gator – „Get Wit It (Hustle Hard)” (feat. Too Short)
- AP.9 – Bust A Nutt (feat. Too Short)
- Avant – „Making Good Love” Remix (feat. Too Short)
- Badwayz – „Make Money Money” (feat. Too Short, Young Bleed)
- BFA – „Paper Over Pussy” (feat. Too Short)
- Big Lurch – Cali Girl (feat. Too Short)
- B-Legit – „So International” (feat. Too Short)
- Buccett Loc – „Playa Style” (feat. Too Short, Nitro)
- Bun B – „Who need a bitch” (feat. Too Short and Juvenile)
- Casual – Oaktown (feat. Too Short, Richie Rich, G-Stack & E-Mac)
- Chelo – „Yummy (Remix)” (feat. Too Short)
- C-Bo – „Pimpin and Jackin” (feat. Too Short)
- D4L – „Make It Rain” (feat. Too Short, Kool Ace, Sweetz)
- Dave Hollister – „Came in the Door Pimpin” (feat. Too Short)
- David Banner – „Take Your Bitch” (feat. Too Short, Bun B & Jazze Pha)
- Daz Dillinger – „Bitch Bitch Bitch Make Me Rich” (feat. Too Short)
- Daz Dillinger – „It Might Sound Crazy” (feat. Too Short)
- Daz Dillinger – „It Might Sound Crazy (remix)” (feat. Too Short)
- D-Nice – „Check Yourself” (feat. Too Short)
- D-Shot – „True Worldwide Playaz” (feat. Too Short, Spice 1)
- E-40 – „Doin' The Fool” (feat. Too Short, Pimp C, Al Kapone, Pastor Troy)
- E-40 – „Earl That’s Yo Life” (feat. Too Short)
- E-40 – „From The Ground Up” (feat. Too Short, Jodeci)
- E-40 – „Rappers' Ball” (feat. Too Short, K-Ci)
- E-40 – „Yee” (feat. Too Short, Budda)
- E-40 – „Funny” (feat. Too Short)
- E-A-Ski – „Check the Resume” (feat. Too Short)
- E.D.I. – „Gangsta Parade” (Kastro, Rappin' 4-Tay, and Too Short)
- Eightball – „Can't Stop" (feat. Too Short, MJG)
- Erick Sermon – „Fat Gold Chain” (feat. Too Short)
- ESG – Luv It How U Get It (feat. Too Short)
- Foxy Brown – „Baller Bitch” (feat. Too Short, Pretty Boy)
- Foxy Brown -"Ride (Down South)” (featuring 8Ball & MJG, Juvenile, and Too Short) – 5:41
- Goldy – „The Game Is Sold, Not Told” (feat. Too Short)
- Goldie Loc – „This How We Eat” (feat. Too Short, Kokane, Big Tigger
- Ice Cube – „Ain’t Nothin' but a Word to Me” (feat. Too Short)
- Ice Cube – „Big Thangs” (feat. Too Short)
- Ice-T – „Don't Hate The Playa” (feat. Too Short)
- Jahari – „A Playa Know” (feat. Too Short)
- Jay-Z – „A Week Ago” (feat. Too Short)
- Jay-Z – „Real Niggaz” (feat. Too Short)
- J-Dubb – „Life” (feat. Too Short)
- Jermaine Dupri – „Jazzy Hoes” (feat. Too Short, Eightball, Youngbloodz, Mr. Black)
- Jermaine Dupri – Jazzy Hoes Part 2 (ft. Kurupt, Too Short, Field Mob, Backbone & Eddie Cain)
- Jim Crow – „Holla at a Playa (remix)” (feat. Too Short)
- Jim Crow – „That Drama (Baby's Momma)” (feat. Too Short, Jazze Pha)
- JT Money – „Somethin' Bout Pimpin” (feat. Too Short)
- Keak da Sneak – „Hyphy Whyphy” (feat. Young Joe and Too Short)
- Keak da Sneak – „Hoe Money” (feat. Too Short)
- Keith Murray – „Ride Wit Us” (feat. Too Short, Redman, Erick Sermon)
- Keith Sweat – „Love Jones” (feat. Too Short, Erick Sermon, Playa)
- Kelis – „Bossy” (feat. Too Short)
- Keyshia Cole – „Didn't I tell you” (feat. Too Short)
- Kid Rock – „Wax The Booty „ (feat. Too Short) from Grits Sandwiches For Breakfast
- King T – Big Boyz (feat. Too Short)
- Knoc-turn’al – Cash Sniffin Hoes (feat. Too Short & Slip Capone)
- Kock D Zel – „Pimp Bones” (feat. Too Short)
- Kokane – Rhyme Slow (feat. Too Short)
- Kokane – Pimp Shit (feat. Too Short)
- Kurupt – Bitch Make Me Rich (feat. Daz, Too Short)
- Lady Gaga – Jewels n' Drugs (feat. T.I., Too Short and Twista)
- Lil Jon – Bia Bia (feat. Too Short, Ludacris, Big Kap & Chyna Whyte)
- Lil Jon – Bia Bia (Remix) (feat. Too Short & Chyna Whyte)
- Lil Jon – Let My Nutts Go (feat. Too Short, Quint Black & Nation Riders)
- Lil Jon – Bitch (feat. Too Short & Chyna Whyte)
- Lil’ Kim – Call Me (feat. Too Short)
- Luniz – „Funkin Over Nothin” (feat. Too Short & Harm)
- Ludacris – „Pimp Counsel” (feat. Too Short, Lil Fate, Shawnna)
- Mack 10 – Pimp Or Die (feat. Techniec & Too Short)
- MC Breed – „Sea Of Bud” (feat. Too Short)
- MC Breed – Tricks (Bitches) (feat. Richie Rich, Too Short
- MC Magic – „Dancer (Is She Really My Girl)” (feat. C. Note, Too Short & AZ Prince)
- Messy Marv – Can't Nobody (feat. Too Short & Lucci)
- Mistah F.A.B. – „On Yo' Way” (feat. Too Short)
- Mistah F.A.B. – Da Baydestrian – „Goin Crazy” (feat. Too Short, Fabo)
- Mistah F.A.B. – Sideshow remix – (feat. Too Short and Keak da Sneak)
- Mitchy Slick – Don't Be Stupid – (feat. Too Short and Jamal)
- Motion Man – Top Down (feat. Too Short)
- Mr. Malik – „Thangs Change” (feat. Too Short)
- Mr. 3-2 – „Hit the Highway” (feat. Too Short and 8Ball & MJG)
- Night+Day – „Fuck Me the Way You Dance” (feat. Too Short)
- Ol’ Dirty Bastard – Dogged Out (feat. Too Short & Big Syke)
- Rappin' 4 Tay – „Never Talk Down” (feat. Too Short & MC Breed)
- Rappin' 4 Tay – Sucka Free (feat. Too Short)
- Rated R – „In Here Ta Nite (Remix)” (feat. Too Short and J-Creek of the Eve'nin Ridahz)
- Richie Rich – Say Bitch (feat. Too Short)
- Scarface – „Game Over” (feat. Too Short, Ice Cube, & Dr. Dre)
- Scarface – „Fuck Faces” (feat. Too Short, Devin the Dude, & Tela)
- Scarface – „In n Out” (feat. Too Short, Devin the Dude)
- Seagram – „Gangstas & Playas” (feat. Too Short)
- Shawty Putt – „Dat Baby (Don't Look Like Me)” (feat. Lil’ Jon and Too Short)
- Snoop Dogg – „You Thought” (feat. Too Short and Soopafly)
- Snoop Dogg – „Life of da Party” (feat. Mistah F.A.B. and Too Short)
- Sublime – „Free Loop Dub/Q-Ball” (He's the second rapper on Q-Ball)
- Shawnna – Gettin' Some (Remix) (feat. Too Short, Lil Wayne, Pharrell & Ludacris)
- Spice 1 – Recognize Game (feat. Too Short & Ice-T)
- Spice 1 – Suckas Do What They Can (feat. Too Short, Yukmouth and Roger Troutman)
- The Delinquents – „Delinquents Are Back” (feat. Too Short)
- Tha Dogg Pound – „Can't Get Enough” (feat. Too Short)
- Tha Dogg Pound – „Dog Chit” (feat. Too $hort)
- The Notorious B.I.G. – „Big Booty Hoes” (feat. Too Short)
- The Notorious B.I.G. – „Bust A Nut” (feat. Too Short & Webbie)
- The Notorious B.I.G. – „The World is Filled (feat. Too Short, Puff Daddy, & Carl Thomas)
- The Jacka – „Die Young” (feat. Husalah and Too Short)
- The Pack – „Dum Ditty Dum” (feat. Too Short)
- The Pack – „Vans Remix” (feat. Mistah F.A.B. and Too Short)
- The Relativez – „Pimpin” (feat. Too Short)
- The Team – It's Gettin Hot (Remix) (feat. Too Short, MC Hammer, Keak Da Sneak, Richie Rich, The Delinquents & Klumpty Klump)
- TQ – „Your Sister” (feat. Too Short)
- Traxamillion – „SideShow” (feat. Too Short and Mistah F.A.B.)
- Tupac Shakur – Thug Passion Part 2 – Unreleased – (feat. Too Short)
- Tupac Shakur – We Do This (ft. MC Breed, Too Short & Goldy)
- T-Pain – „I'm N Luv (Wit A Stripper)” (Remix) (feat. Too Short, Twista, Pimp C, Paul Wall, R. Kelly & MJG)
- T.I. – „Hotel” (feat. Too Short)
- Twista – „Pimp On” (feat. Too Short and Eightball)
- Tyrese – Get Low (feat. The Dogg Pound and Too Short)
- UGK – „Pimpin Ain’t No Illusion” (feat. Too Short)
- UGK – „Life Is 2009” (feat. Too Short)
- UGK – „All About It” (feat. Too Short)
- UGK – „Cigarette” (Feat. KB, Eightball, Too Short)
- Three 6 Mafia – „Undercover Freaks” (feat. Too Short)
- WC – „Keep Hustlin” (feat. Too Short & E-40)
- Xzibit – Movin In Your Chucks (feat. Too Short & Kurupt)
- Young Bleed – Time and Money (feat. Too Short)
- Young Jeezy – „Tear it Up” (remix} (feat. Lloyd and Too $hort)
- Yukmouth – The Best Thing Goin (feat. Too $hort, Devin the Dude, Richie Rich, Danica „The Morning Star”)
- YZ – Tater Chips (feat. Too Short & El Dorado Red)
- Zion I – Don't Lose Yo Head (feat. Too Short)